# Marcos Rocha (Fußballspieler)
Marcos Luís Rocha Aquino, genannt Marcos Rocha, (* 11. Dezember 1988 in Sete Lagoas) ist ein brasilianischer Fußballspieler. Der Rechtsfuß wird auf der rechten Abwehrseite oder im rechten Mittelfeld eingesetzt.

## Karriere
Marcos Rocha startete seine Laufbahn in der Jugendmannschaft von Atlético Mineiro aus Belo Horizonte. Nachdem er in den ersten Jahren häufiger an andere Klubs ausgeliehen wurde, konnte er sich ab 2011 bei Atlético etablieren und mit diesem einige Erfolge feiern. Sein erstes Spiel in der obersten brasilianischen Liga bestritt Rocha am 16. Mai 2009 gegen Grêmio Porto Alegre. In dem Spiel wurde er in der 84. Minute für Jonílson eingewechselt. Sein erstes Tor in der Liga erzielte er in derselben Saison. Im Heimspiel gegen den Avaí FC am 21. August 2009, traf Rocha in der 54. Minute zum zwischenzeitlichen 2:0 (Entstand 2:2). Noch im selben Jahr bestritt Rocha sein erstes Spiel auf internationaler Klubebene. In der Copa Sudamericana 2009 stand er am  17. September 2009 im Auswärtsspiel gegen den Goiás EC in der Startelf. In der Halbzeit wurde er für Sheslon ausgewechselt.
Zur Saison 2018 wurde Rocha im Austausch mit Roger Krug Guedes für ein Jahr an SE Palmeiras ausgeliehen. Ende Dezember 2018 wechselte Rocha fest zu Palmeiras. Mit dem Klub konnte er 2018 nationaler Meister werden. Hier steuerte in 20 Spielen ein Tor bei. Bei dem Klub erhielt er einen Kontrakt über vier Jahre. In der Folge konnte er 2020 den nationalen Pokal sowie 2020 und 2021 die Copa Libertadores gewinnen. Nach dem Sieg in der Staatsmeisterschaft 2022, konnte Rocha mit Palmeiras im November deren elften nationalen Meistertitel feiern. In der Folgesaison gelang die Titelverteidigung.

## Nationalmannschaft
In der Nationalmannschaft Brasiliens wurde er 2012 von Mano Menezes für die Copa Roca nominiert. In beiden Spielen saß er aber nur auf der Bank.

## Erfolge
Nationalmannschaft
- Superclássico das Américas: 2012

Atlético Mineiro
- Staatsmeisterschaft von Minas Gerais: 2012, 2013, 2015, 2017
- Copa Libertadores: 2013
- Recopa Sudamericana: 2014
- Copa do Brasil: 2014

Palmeiras
- Campeonato Brasileiro de Futebol: 2018, 2022, 2023
- Copa Libertadores: 2020, 2021
- Copa do Brasil: 2020
- Recopa Sudamericana: 2022
- Staatsmeisterschaft von São Paulo: 2022, 2023, 2024
- Supercopa do Brasil: 2023

## Auszeichnungen
- Prêmio Craque do Brasileirão: 2012, 2013, 2014, 2015, 2022[6]
- Bola de Prata: 2012, 2014, 2022[7]